# Myslechovice (železniční zastávka)
Myslechovice jsou železniční zastávka (dříve i nákladiště) v Myslechovicích, části města Litovel v Olomouckém kraji. Leží v kilometru 4,825 jednokolejné železniční trati Červenka – Senice na Hané mezi stanicemi Litovel předměstí a Senice na Hané. Nachází se na severovýchodě Myslechovic v těsné blízkosti silnice III/3732.

## Historie

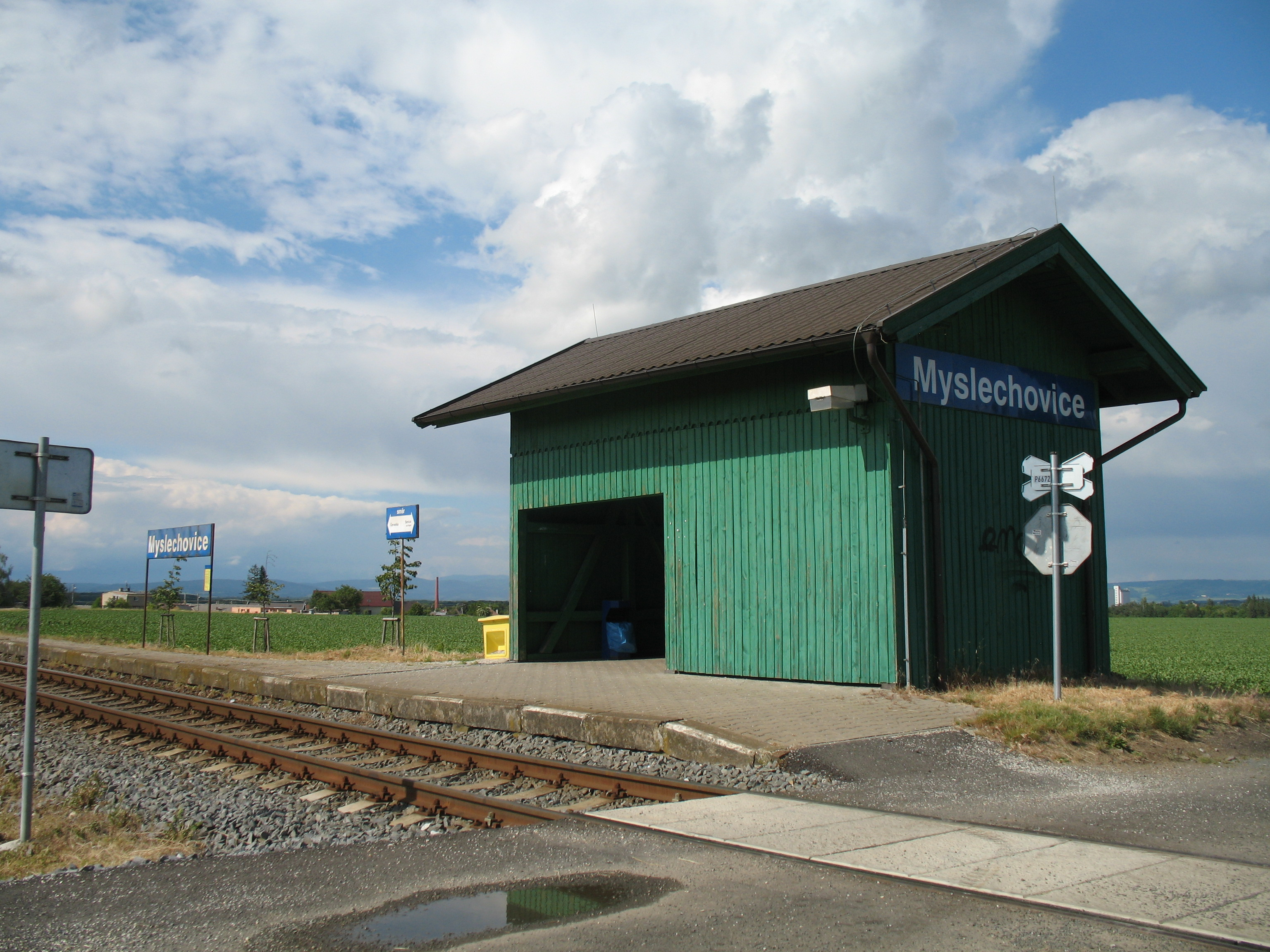
Zastávka v roce 2017

Trať, na které zastávka leží, je v provozu od roku 1886, ale zastávka s tehdejším označením Michowitz byla otevřena až 1. srpna 1914. Od roku 1918 nesla český název Myslichovice, která byl v roce upraven na Myslechovice. V letech 1939 až 1945 byla zastávka pojmenována dvojjazyčně Michlowitz / Myslechovice.
V březnu 2016 byla odstraněna odbočná manipulační kolej, která byla dlouhodobě nevyužívaná.
V letech 2020-2021 byla zastávka přestavěna a bylo vybudováno bezbariérové nástupiště v nové poloze, původní nástupiště bylo odstraněno. Zřízen byl také rozhlas a vizuální informační systém. Postaven byl železobetonový nástupištní přístřešek s valbovou střechou, který nahradil původní dřevěný přístřešek zelené barvy.

## Popis zastávky

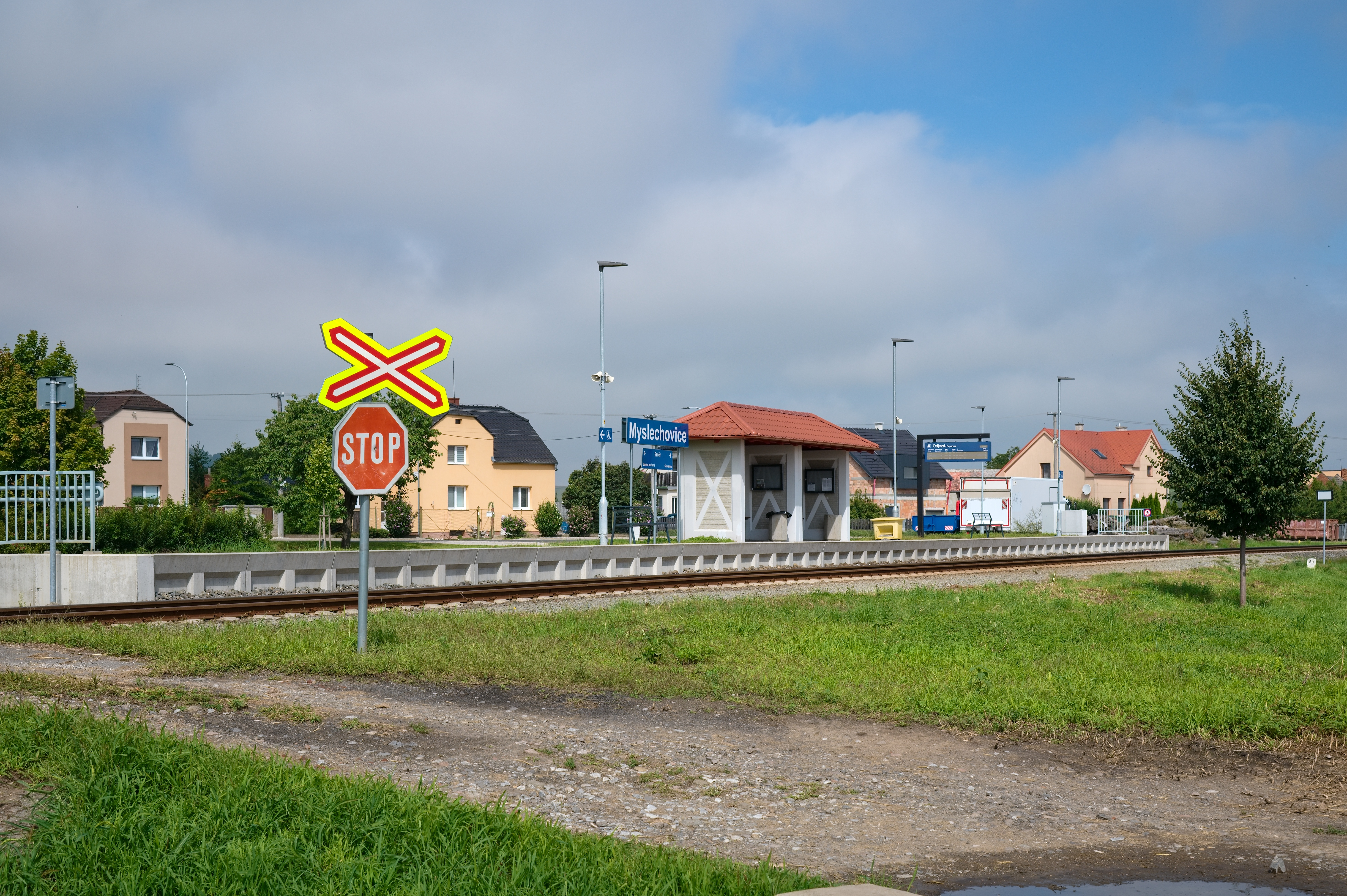
Celkový pohled na zastávku v roce 2025

V zastávce je u traťové koleje zřízeno úrovňové nástupiště o délce 60 metrů a s nástupní hranou ve výšce 550 mm nad temenem kolejnice. Nástupiště je vydlážděno, hrana nástupiště je z prefabrikátů. Cestujícím slouží železobetonový přístřešek.
Cestující jsou v zastávce informováni pomocí vizuálního a akustického informačního systému, který ovládá výpravčí ze stanice Litovel předměstí.
U zastávky se v km 4,866 nachází železniční přejezd P6672, který je zabezpečen výstražnými kříži. Jedná se o křížení s účelovou komunikací ve vesnici Myslechovice.

## Provoz
Zastávku k jízdnímu řádu pro rok 2025 obsluhují pravidelné osobní vlaky Českých drah na lince M41 ve směru Červenka a Senice na Hané (příp. Prostějov hlavní nádraží). Zastávka je zařazena do Integrovaného dopravního systému Olomouckého kraje (zóna 88).